# 8323 Кріміджіс
8323 Кріміджіс (8323 Krimigis) — астероїд головного поясу, відкритий 17 жовтня 1979 року.
Тіссеранів параметр щодо Юпітера — 3,283.
Названий на честь Стаматіоса М. Кріміджіса (нар. 1938), голови Космічного відділу Лабораторії прикладної фізики університету Джона Гопкінза, спеціаліста сонячної, міжпланетарної та магнітосферної фізики.